# Bệnh đốm trắng
Bệnh đốm trắng (WSS) là một bệnh truyền nhiễm do virus gây ra, thường gặp ở các loài thuộc Họ Tôm he. Bệnh có khả năng lây lan cao và gây chết tôm một cách nhanh chóng. Bệnh bùng phát khiến hầu hết quần thể của nhiều trang trại nuôi tôm trên khắp thế giới bị quét sạch trong vòng vài ngày.
Virus gây bệnh đốm trắng (WSSV) là một loại virus đơn độc thuộc chi Whispovirus, chi duy nhất trong họ Nimaviridae. Chúng là nguyên nhân gây ra bệnh đốm trắng ở hầu hết các loài động vật giáp xác.
Bệnh phức hợp Baculovirus hội chứng đốm trắng (WSBV) là bệnh đốm trắng gây ra bởi một loại phức hợp Balculovirus.